# Asmate exoglypha
Asmate exoglypha är en fjärilsart som beskrevs av Praviel 1936. Asmate exoglypha ingår i släktet Asmate och familjen mätare. Inga underarter finns listade i Catalogue of Life.